# Jakob Kneip

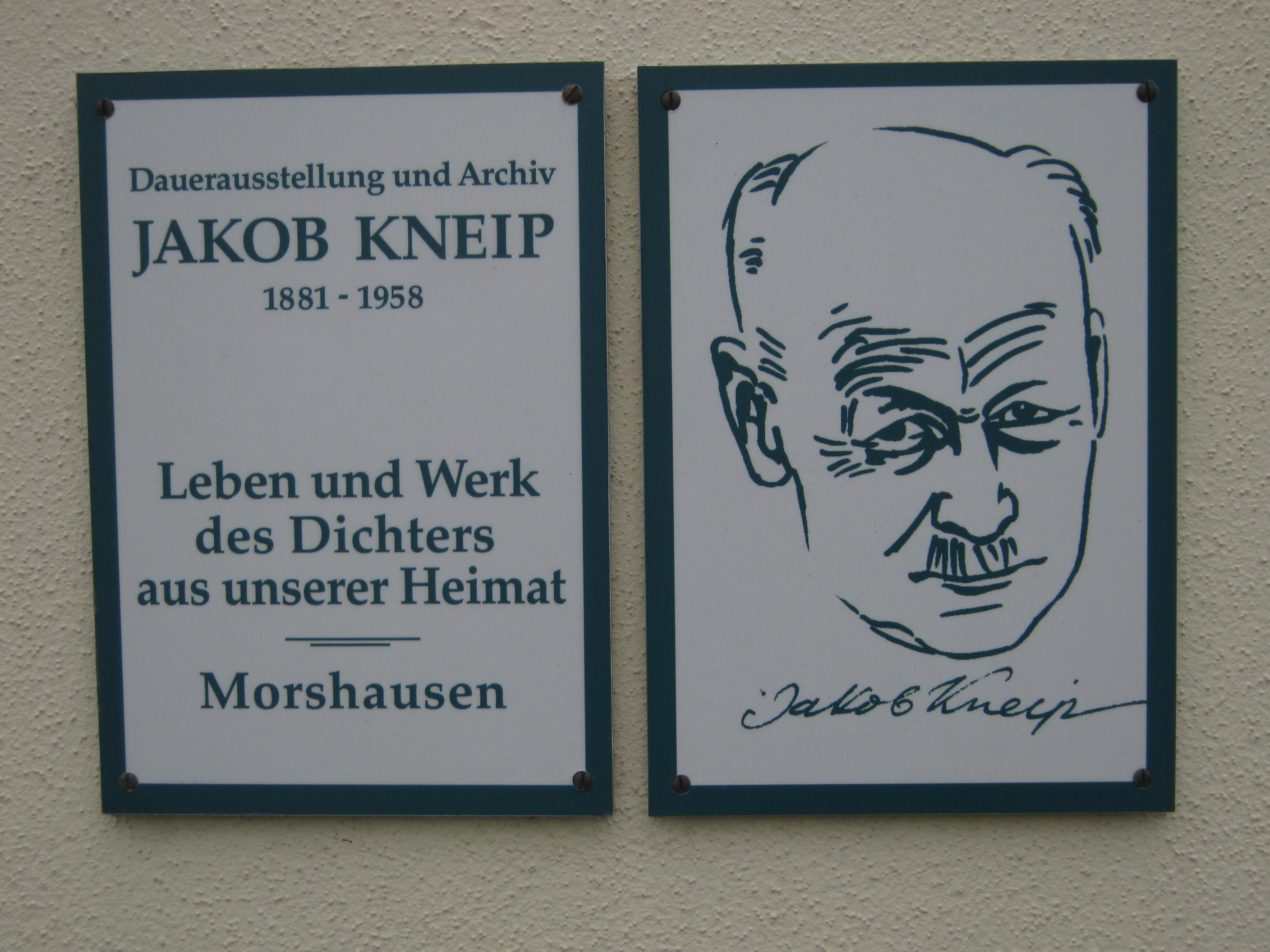
Tafel am Jakob Kneip Museum in Morshausen

Jakob Kneip (* 24. April 1881 in Morshausen (Hunsrück); † 14. Februar 1958 in Mechernich) war ein deutscher Schriftsteller und Dichter.

## Leben und Wirken
Jakob Kneip wurde im Haus Threse geboren, als erstes von drei Kindern des Landwirtsehepaares Johann Joseph und Elisabeth Ludovika, geb. Windhäuser. Nach dem Besuch der Volksschule seines Heimatortes und dem Abitur am Kaiserin-Augusta-Gymnasium in Koblenz 1902 trat Kneip in das Priesterseminar in Trier ein. Das Theologiestudium brach er jedoch ab und studierte stattdessen Philosophie, Germanistik und Neuphilologie in Bonn, London und Paris. Nach dem Staatsexamen 1908 war er Lehramtskandidat und Lehrer für Englisch, Französisch und Deutsch unter anderem in Wiesbaden, Hadamar und Diez.
1912 gehörte Kneip neben Josef Winckler und Wilhelm Vershofen zu den Mitbegründern der Werkleute auf Haus Nyland. Hier lernte er auch den Maler Franz M. Jansen kennen, mit den ihn eine lebenslange Freundschaft verband.
Während des Ersten Weltkrieges arbeitete er 1917/1918 als Dolmetscher im preußischen Kriegsministerium und an der Dolmetscherschule Berlin. Am 1. Juni 1922 heiratete er in Bonn Ida Karoline Sophie Neukranz; die Ehe blieb kinderlos. Seit 1921 war er Lehrer an der Oberrealschule in Köln (Humboldtstraße). Er regte 1925 die „Rheinischen Dichtertagungen“ an und begründete 1926 unter anderem mit Alfons Paquet den „Bund rheinischer Dichter“, der 1933 aufgelöst wurde. 1927 wurde sein erster Roman „Hampit der Jäger“ veröffentlicht, den er zu wesentlichen Teilen während seiner Aufenthalte in Irmenach schrieb. Dort wurde er auch mit dem aus Raversbeuren stammenden späteren Hunsrücker Heimatdichter Albert Bauer bekannt, zu dessen Freund und Förderer er wurde. 1929 verließ Kneip den Schuldienst und wirkte fortan als freier Schriftsteller.
Im Dritten Reich war Kneip ein durchaus angesehener Autor. Allein in den Jahren zwischen 1934 und 1938 erschienen drei Gedichtbände und zwei Romane. Außerdem wurden seine Gedichte bereits früh in nationalsozialistischen Publikationen veröffentlicht. In Paul Fechters „Geschichte der deutschen Literatur“ von 1941 heißt es über Kneips Roman „Feuer vom Himmel“, das „Gefühl für Land und Menschen ist mit so kräftiger Hand verdichtet und zu Gestalten geformt, daß Wärme und Geschlossenheit, Volkstum und Lebenswillen zu runder Ganzheit zusammengewachsen sind.“ In der DDR wurde 1953 die zehnte Auflage seines Buches „Der Gefährte“ auf die Liste der auszusondernden Literatur gesetzt.
In den vom Gau Moselland herausgegebenen kulturpolitischen Blättern rühmte er 1942 das Kriegstagebuch des von den Nazis vereinnahmten Dichters Heinrich Lersch und dessen Text Soldaten-Abschied („Deutschland muß leben, und wenn wir sterben müssen“) als ein Gedicht, das „jedes Schulkind in Deutschland kennt“.
Nach 1942 gab es Spannungen zwischen Kneip und dem herrschenden Regime. Um eventuellen Repressalien in Köln zu entgehen, zog er nach Pesch in der Eifel, wo er bis zu seinem Tod wohnte.
1946 wurde er Präsident des von ihm mitbegründeten „Rheinischen Kulturinstituts“ in Koblenz. Seit 1949 war er Mitglied der Deutschen Akademie für Sprache und Dichtung. Im folgenden Jahr initiierte er zusammen mit Gerhard Ludwig die Kölner Veranstaltungsreihe Mittwochgespräche (1950–1956). 1951 wurde in Morshausen in einer Feierstunde an seinem Geburtstag eine 500 Jahre alte Eiche nach ihm benannt und daneben eine Marienstatue eingeweiht, die sein Freund Eugen Keller geschaffen hatte. 1956 wurde er mit dem Bundesverdienstkreuz Erster Klasse ausgezeichnet.
Jakob Kneip kam 1958 bei einem Eisenbahnunfall ums Leben. Auf dem Weg zu einer Lesung in Wittlich war er in Mechernich in den falschen Zug gestiegen. Er bemerkte den Irrtum rechtzeitig, stieg aber an der falschen Seite aus, so dass er auf die Nebengleise geriet und dort von einem anderen Zug erfasst wurde.
Sein Grab liegt in Pesch; seinem Heimatdorf Morshausen war er lebenslang verbunden geblieben.

## Werke
- Wir drei (mit Josef Winckler und Wilhelm Vershofen), Gedichte, 1904
- Bekenntnis, Gedichte, 1917
- Barmherzigkeit, 1918
- An Frankreich, Essay, 1918
- Der lebendige Gott, Gedichte, 1919
- Hampit der Jäger, Roman, 1927
- Maria Eulenbruch und ihre Schülerinnen, einführender Beitrag in die Arbeit Maria Eulenbruchs, um 1932
- Porta Nigra oder Die Berufung des Martin Krimkorn, Roman 1932
- Bauernbrot, Gedichte, 1934
- Hunsrückweihnacht, Roman 1934
- Fülle des Lebens, Gedichte, 1935
- Das Reich Christi, Essay, 1935
- Feuer vom Himmel, 1936
- Bergweihnacht, 1937
- Ein deutsches Testament, Gedichte, 1938
- Der Kölner Dom, Essay, 1939
- Das Siebengebirge, Essay, 1941
- Frau Regine, Roman 1942
- Botschaft an die Jugend, Essay, 1946
- Die geistige Aufgabe am Rhein, Essay, 1948
- Licht in der Finsternis, Roman 1949
- Weltentscheidung des Geistes am Rhein, Essay, 1953
- Johanna – eine Tochter unserer Zeit, Roman 1954
- Der Apostel, Roman 1955
- Der neue Morgen, Gedichte, 1958